# Yandex
Yandex (rus. Яндекс) je ruska međunarodna korporacija specijalizirana za internet servise i proizvode. Yandex upravlja najvećim internetskim pretraživačem u Rusiji s oko 50% marketinškog dijela u toj zemlji.
Također proizvode veliki broj internet servisa i proizvoda. Po informacijama od Comscore.com, Yandex je rangiran kao 4. najveći internetski pretraživač u svijetu, s više od 150 milijuna pretraga dnevno od travnja 2012. godine, i s više od 50,5 milijuna posjetitelja dnevno od veljače 2013. godine. Yandex također ima veliku posjećenost u Ukrajini i Kazahstanu, ostvarujući skoro trećinu svih pretraga i 43% svih rezultata pretraga u Bjelorusiji.
Yandex.ru stranica je treća najpopularnija internetska stranica u Rusiji.